# Träskmyr och Vasteån
Träskmyr och Vasteån är ett naturreservat och  Natura 2000-område i Lärbro socken (delar i Hangvars socken) på Gotland mellan Hangvar kyrka och Kappelshamnsviken.
Med en yta om 197 hektar är Träskmyr Gotlands största odikade myr. Tidigare fungerade Kyrkbys myr, Stormyr och Väsings stormyr som vattenmagasin under vattnets väg ned till Träskmyr, men sedan dessa myrar utdikats blir vårfloden kortvarigare och häftigare. Det vatten som samlas i Träskmyr gör att jordbruksmarkerna längre upp efter vattensystemet blir vattensjuka, något som gjorde att krav höjdes från jordbrukarhåll på att myren skulle dikas ut. För att skydda myren mot detta avsatte man den 1981 som naturreservat. 1983 anlades en pumpstation i västra delen av myren för att avvattna jordbruksmarkerna i väster efter vårflodens slut. Vid Vasteån, som är myrens utlopp i öster mot Kappelshamnsviken, har en dammanläggning byggts där vattenståndet i myren regleras.
Träskmyr domineras av agväxt, men i vissa områden är inslaget av höga starrarter och knappag stort. I myren finns ett 50-tal små öppna klarvattenytor, av vilka Gardträsk i myrens nordöstra del är störst. Runt Gardträsk och längs den kanal som grävdes i myren på 1960-talet har näringsrikt vatten från jordbruksmarkerna gett upphov till täta bestånd av bladvass.

## Bilder

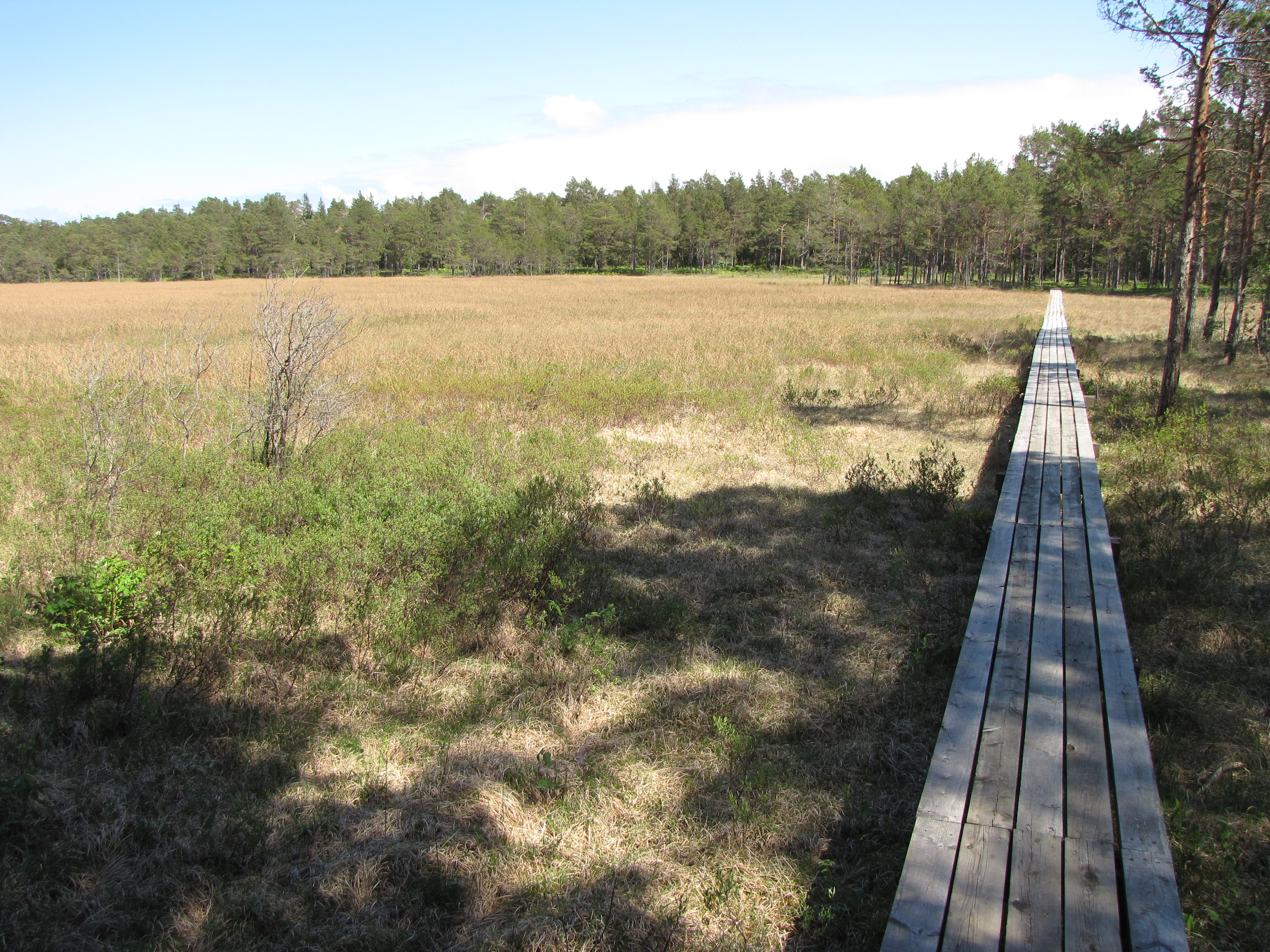
Spång över Träskmyr.
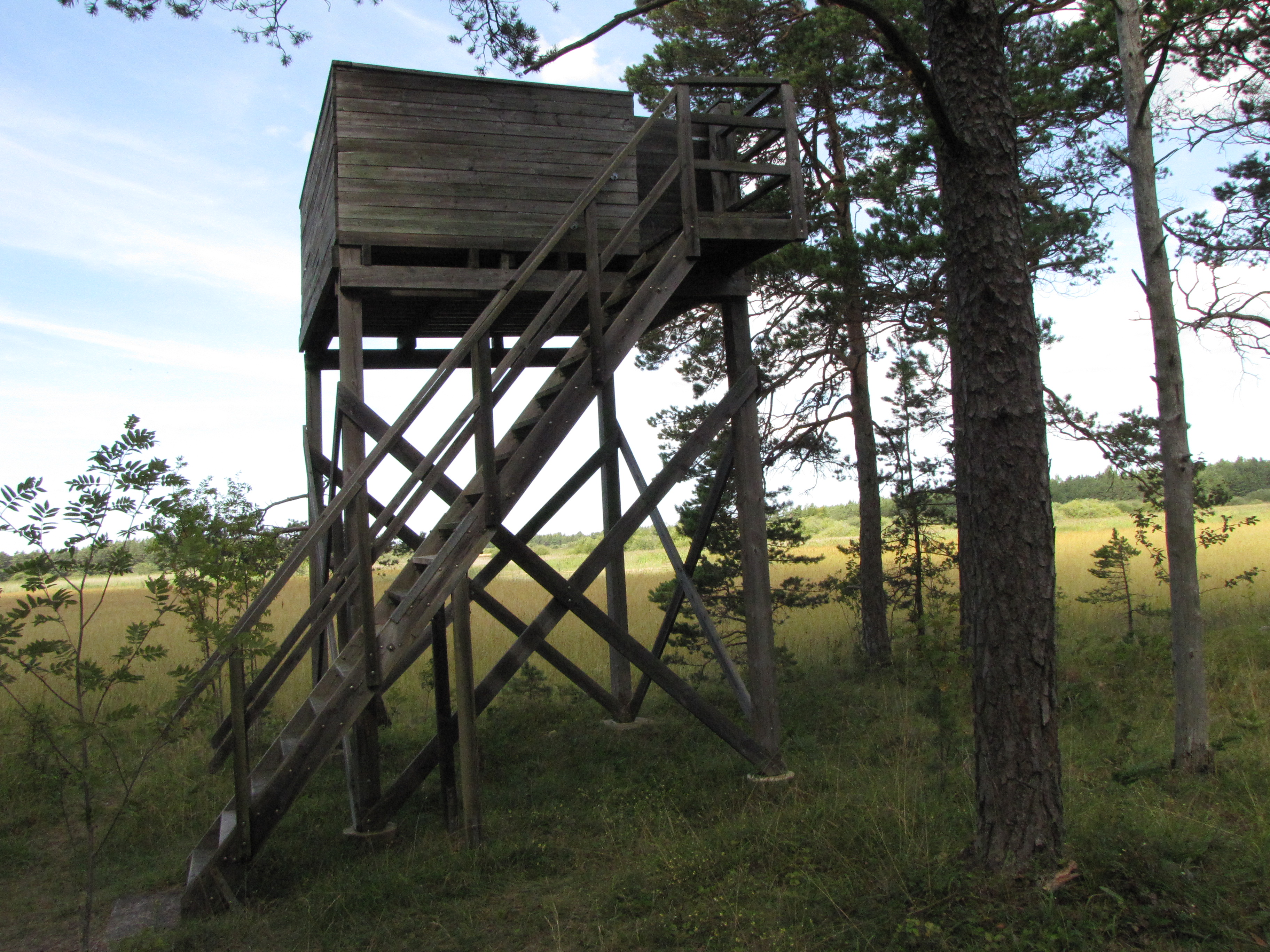
Fågeltorn på Träskmyr.
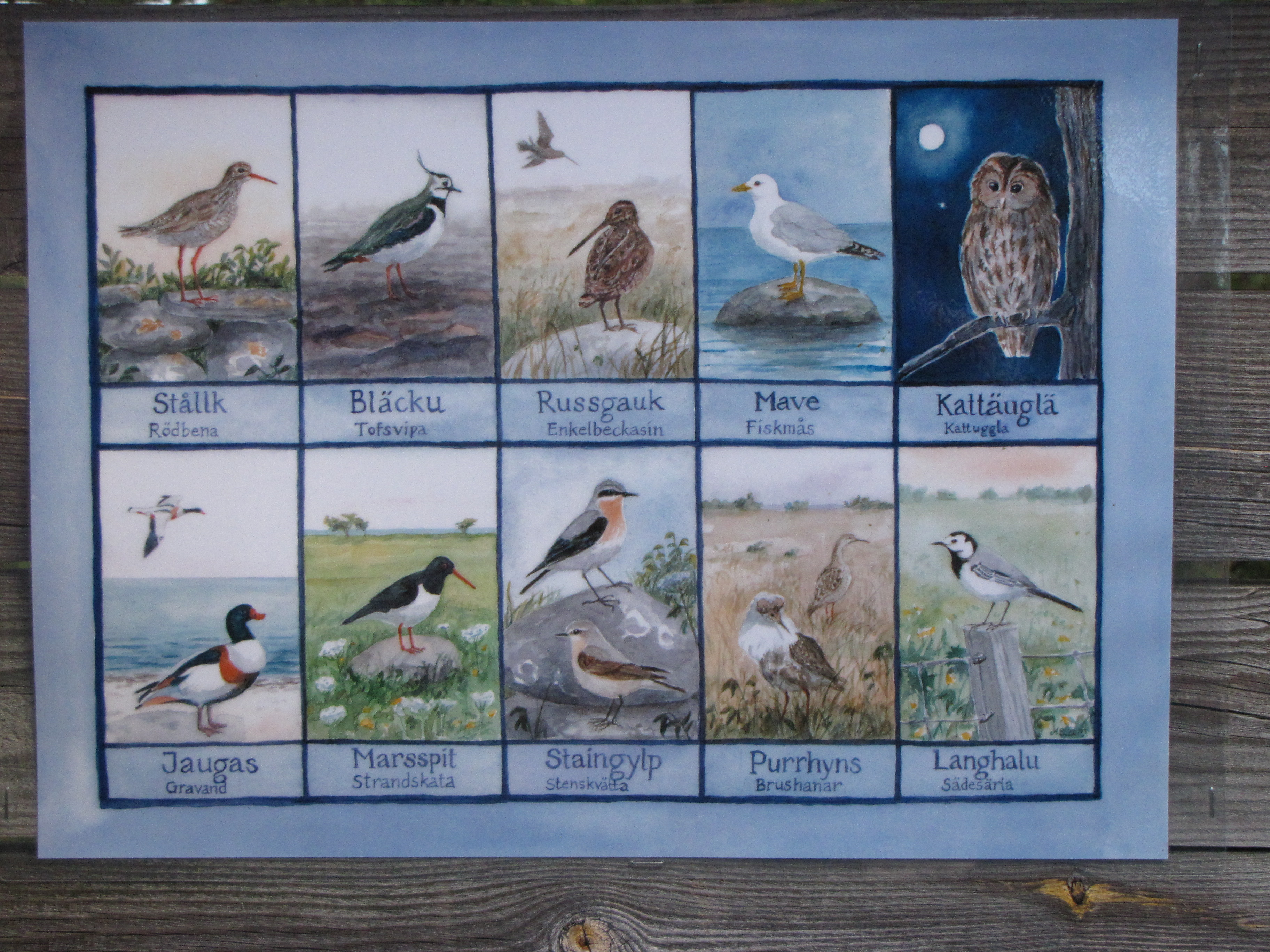
Gotländska fågelnamn, Träskmyr.